# Chili (Nowy Meksyk)
Chili – jednostka osadnicza w Stanach Zjednoczonych, w stanie Nowy Meksyk, w hrabstwie Rio Arriba.